# 西光寺 (本巣市)
西光寺（さいこうじ）は岐阜県本巣市根尾水鳥にある阿弥陀如来を本尊とする浄土真宗本願寺派の寺院で、山号は水鳥山と称する。
文明6年（1474年）に栃川中将蓮実により、越前国丹生郡栃川村（福井県越前町）に建立される。その後、天文3年（1575年）8月に6世の正悟が織田信長の越前攻めで越前一向一揆に参加し、木ノ芽峠で敗北を喫した。その子7世明順が根尾水鳥にて慶長5年（1600年）に准如上人より本尊を下付され、栃川西光寺として再興を果たした。明治24年（1891年）に寺の南約500mの根尾谷断層を震源として発生した濃尾地震により倒壊したが、鐘楼の材木は破損をまぬかれたため再建の際にそのまま用いられている。